# Toucari
Toucari este un sat din Dominica.